# 29476 Kvíčala
29476 Kvíčala è un asteroide della fascia principale. Scoperto nel 1997, presenta un'orbita caratterizzata da un semiasse maggiore pari a 2,7360339 UA e da un'eccentricità di 0,1068644, inclinata di 10,20474° rispetto all'eclittica.